# 1999-es MTV Video Music Awards
Az 1999-es MTV Video Music Awards díjátadója 1999. szeptember 9-én zajlott, és a legjobb, 1998. június 13-tól 1999. június 11-ig készült klipeket díjazta. Az est házigazdája Chris Rock volt. A díjakat a New York-i Metropolitan Opera House-ban adták át.
Az est legnagyobb győztese Lauryn Hill volt, aki 4 díjjal mehetett haza, köztük a Legjobb női videó, valamint Az év videója díjakkal.
Az átadó legemlékezetesebb pillanata a Közönségdíj átadása volt. Miközben a Backstreet Boys átvette a kitüntetést, egy idegen ment fel a színpadra, és a következőt mondta a mikrofonba "Kelj fel háromkor".

## Jelöltek
A győztesek félkövérrel vannak jelölve.

### Az év videója
Lauryn Hill — Doo Wop (That Thing)
- Backstreet Boys — I Want It That Way
- Korn — Freak on a Leash
- Ricky Martin — Livin' la Vida Loca
- Will Smith (közreműködik a Dru Hill és Kool Moe Dee) — Wild Wild West

### Legjobb férfi videó
Will Smith — Miami
- Eminem — My Name Is
- Lenny Kravitz — Fly Away
- Ricky Martin — Livin' la Vida Loca

### Legjobb női videó
Lauryn Hill — Doo Wop (That Thing)
- Jennifer Lopez — If You Had My Love
- Madonna — Beautiful Stranger
- Britney Spears — Baby One More Time

### Legjobb csapatvideó
TLC — No Scrubs
- Backstreet Boys — I Want It That Way
- Limp Bizkit — Nookie
- ’N Sync — Tearin’ Up My Heart
- Sugar Ray — Every Morning

### Legjobb új előadó egy videóban
Eminem — My Name Is
- Kid Rock — Bawitdaba
- Jennifer Lopez — If You Had My Love
- Orgy — Blue Monday

### Legjobb pop videó
Ricky Martin — Livin' la Vida Loca
- Backstreet Boys — I Want It That Way
- Jennifer Lopez — If You Had My Love
- ’N Sync — Tearin’ Up My Heart
- Britney Spears — Baby One More Time

### Legjobb rock videó
Korn — Freak on a Leash
- Kid Rock — Bawitdaba
- Lenny Kravitz — Fly Away
- Limp Bizkit — Nookie
- The Offspring — Pretty Fly (For a White Guy)

### Legjobb R&B videó
Lauryn Hill — Doo Wop (That Thing)
- Aaliyah — Are You That Somebody?
- Brandy — Have You Ever?
- Whitney Houston (közreműködik Faith Evans és Kelly Price) — Heartbreak Hotel

### Legjobb rap videó
Jay-Z (közreműködik Ja Rule és Amil) — Can I Get A...
- 2Pac — Changes
- DMX — Ruff Ryders' Anthem
- Nas (közreműködik Puff Daddy) — Hate Me Now

### Legjobb hiphopvideó
Beastie Boys — Intergalactic
- Busta Rhymes (közreműködik Janet Jackson) — What’s It Gonna Be?!
- Lauryn Hill — Doo Wop (That Thing)
- TLC — No Scrubs

### Legjobb dance videó
Ricky Martin — Livin' la Vida Loca
- Cher — Believe
- Fatboy Slim — Praise You
- Jordan Knight — Give It to You
- Jennifer Lopez — If You Had My Love

### Legjobb filmből összevágott videó
Madonna — Beautiful Stranger (a KicsiKÉM – Austin Powers 2. filmből)
- Aaliyah — Are You That Somebody? (a Dr. Dolittle filmből)
- Jay-Z (közreműködik Ja Rule és Amil) — Can I Get A... (a Csúcsformában filmből)
- Will Smith (közreműködik Dru Hill és Kool Moe Dee) — Wild Wild West (a Wild Wild West - Vadiúj vadnyugat filmből)

### Legnagyobb áttörés
Fatboy Slim — Praise You
- Busta Rhymes — Gimme Some More
- Eels — Last Stop: This Town
- Eminem (közreműködik Dr. Dre) — Guilty Conscience
- Korn — Freak on a Leash
- Unkle (közreműködik Thom Yorke) — Rabbit in Your Headlights

### Legjobb rendezés
Fatboy Slim — Praise You (Rendező: Torrance Community Dance Group)
- Busta Rhymes (közreműködik Janet Jackson) — What’s It Gonna Be?! (Rendező: Hype Williams és Busta Rhymes)
- Eminem — My Name Is (Rendező: Dr. Dre és Phillip Atwell)
- Korn — Freak on a Leash (Rendező: Todd McFarlane, Graham Morris, Jonathan Dayton és Valerie Faris)
- TLC — No Scrubs (Rendező: Hype Williams)

### Legjobb koreográfia
Fatboy Slim — Praise You (Koreográfus: Richard Koufey és Michael Rooney)
- Ricky Martin — Livin' la Vida Loca (Koreográfus: Tina Landon)
- Will Smith (közreműködik Dru Hill és Kool Moe Dee) — Wild Wild West (Koreográfus: Fatima Robinson)
- Britney Spears — ...Baby One More Time (Koreográfus: Randy Conner)

### Legjobb speciális effektek
Garbage — Special (Specialis effektek: Sean Broughton, Stuart D. Gordon és Paul Simpson a Digital Domain-ből)
- The Black Eyed Peas — Joints & Jam (Specialis effektek: Brian Beletic és Todd Somodivilla)
- Busta Rhymes (közreműködik Janet Jackson) — What’s It Gonna Be?! (Specialis effektek: Fred Raimondi)
- Korn — Freak on a Leash (Specialis effektek: Matt Beck, Edson Williams és a Strause testvérel)
- Madonna — Nothing Really Matters (Specialis effektek: Johan Renck, Bjorn Benckert és Tor-Bjorn Olsson)
- Will Smith — Miami (Specialis effektek: Eric Swenson, Andrea Mansour és Simon Mowbray)

### Legjobb művészi rendezés
Lauryn Hill — Doo Wop (That Thing) (Művészi rendezés: Gideon Ponte)
- Barenaked Ladies — One Week (Művészi rendezés: Paul Martin)
- Busta Rhymes (közreműködik Janet Jackson) — What’s It Gonna Be?! (Művészi rendezés: Regan Jackson)
- Korn — Freak on a Leash (Művészi rendezés: K.K. Barrett, Todd McFarlane, Terry Fitzgerald és Graham Morris)
- TLC — No Scrubs (Művészi rendezés: Regan Jackson)

### Legjobb vágás
Korn — Freak on a Leash (Vágó: Haines Hall és Michael Sachs)
- 2Pac — Changes (Vágó: Chris Hafner)
- Cher — Believe (Vágó: Scott Richter)
- TLC — No Scrubs (Vágó: Harvey White)

### Legjobb operatőr
Marilyn Manson — The Dope Show  (Operatőr: Martin Coppen)
- Hole — Malibu (Operatőr: Martin Coppen)
- Korn — Freak on a Leash (Operatőr: Julian Whatley)
- Madonna — Beautiful Stranger (Operatőr: Thomas Kloss)
- Will Smith — Miami (Operatőr: Daniel Pearl)

### Legjobb weboldal
Red Hot Chili Peppers (www.redhotchilipeppers.com)
- David Bowie (www.davidbowie.com)
- Jennifer Lopez (www.jenniferlopez.com)
- Massive Attack (www.massiveattack.co.uk Archiválva 1998. december 3-i dátummal a Wayback Machine-ben)
- Sheryl Crow (www.sherylcrow.com)
- The Smashing Pumpkins (www.smashingpumpkins.com)
- Limp Bizkit (www.limpbizkit.com)

### Közönségdíj
Backstreet Boys — I Want It That Way
- Jay-Z (közreműködik Ja Rule és Amil) — Can I Get A…
- Korn — Freak on a Leash
- Ricky Martin — Livin’ la Vida Loca
- ’N Sync — Tearin’ Up My Heart
- TLC — No Scrubs

### Nemzetközi közönségdíj

#### MTV Australia
Silverchair — Praise You
- Neil Finn — Sinner
- The Living End — Save the Day
- Powderfinger — Already Gone
- Spiderbait  — Stevie

#### MTV Brasil
Raimundos — Mulher de Fases
- Banda Eva — De Ladinho
- Barão Vermelho — Por Você
- Capital Inicial — O Mundo
- Charlie Brown Jr. — Zóio de Lula
- Cidade Negra — Já Foi
- Claudinho e Buchecha — Só Love
- Engenheiros do Hawaii — Eu Que Não Amo Você
- Jota Quest — Sempre Assim
- Kid Abelha — Eu Só Penso em Você
- Leonardo — 120, 150, 200 Km/h
- Nativus — Liberdade pra Dentro da Cabeça
- Os Paralamas do Sucesso — Depois da Queda o Coice
- Pato Fu — Canção pra Você Viver Mais
- Pepê e Neném — Mania de Você
- Sandy & Junior — No Fundo do Coração
- SPC — Sai da Minha Aba (Bicão)
- Skank — Mandrake e os Cubanos
- Caetano Veloso — Sozinho
- Vinny — Shake Boom

#### MTV India
A. R. Rahman — Dil Se Re
- Shankar Mahadevan — Breathless
- Sonu Nigam — Ab Mujhe Raat Din
- Alka Yagnik és Udit Narayan — Kuch Kuch Hota Hain
- Alka Yagnik és Udit Narayan — Mera Mann

#### MTV Korea
H.O.T. — Make a Line
- Cho Sung Mo — To Heaven
- Jinusean — Taekwon V
- No Brain — Youth 98
- Shin Hae Chul — Invitation to My Daily Life
- Yoo Seung Jun — Burning Love

#### MTV Latin America (North)
Ricky Martin — Livin' la Vida Loca
- Bersuit Vergarabat — Sr. Cobranza
- Café Tacuba — Revés
- Control Machete — Sí, Señor
- Molotov — El Carnal de las Estrellas

#### MTV Latin America (South)
Ricky Martin — Livin' la Vida Loca
- Los Auténticos Decadentes — Los Piratas
- Miguel Mateos — Bar Imperio
- Molotov — El Carnal de las Estrellas
- Los Pericos — Sin Cadenas

#### MTV Mandarin
Shino Lin — Irritated
- Chau Wa-Kin — Someone with a Story
- Valen Hsu — Don't Say Goodbye
- Faye Wong — Quitting in Halfway
- Harlem Yu és Jeff Chang — Love Turning Around
- Zhang Chen-Yu — I Want Money
- Zheng Jun — Happiness

#### MTV Russia
Ricky Martin — Livin' la Vida Loca
- Linda — Otpusti Menyia
- Mumiy Troll — Ranetka
- The Offspring — Pretty Fly (for a White Guy)
- Otpetye Moshenniki — Lyubi Menia, Lyubi
- Britney Spears — ...Baby One More Time

#### MTV Southeast Asia
Parokya ni Edgar — Harana
- Mai Charoenpura — Mai Han Pen Rai
- Krisdayanti — Menghitung Hari
- Poetic Ammo — Everything Changes

## Fellépők

### Elő-show
- Smash Mouth — All Star
- Blink-182 — What's My Age Again?/All the Small Things

### Fő show
- Kid Rock (közreműködik a Run-D.M.C., Steven Tyler, Joe Perry és Joe C.) — King of Rock/Rock Box/Bawitdaba/Walk This Way
- Lauryn Hill — Lost Ones/Everything Is Everything
- Backstreet Boys — I Want It That Way/Larger Than Life
- Ricky Martin — She's All I Ever Had/Livin' la Vida Loca
- Nine Inch Nails — The Fragile
- TLC — No Scrubs
- Fatboy Slim — Praise You
- Jay-Z (közreműködik DJ Clue és Amil) — Jigga My Nigga/Can I Get A…/Hard Knock Life (Ghetto Anthem)
- Britney Spears és az ’N Sync — …Baby One More Time/Tearin’ Up My Heart
- Eminem, Dr. Dre és Snoop Dogg — My Name Is/Guilty Conscience/Nuthin’ But a "G" Thang

## Résztvevők
- Moby — a reklámszünetek alatti DJ
- Janet Jackson — átadta a Legjobb dance videó díjat
- Puff Daddy és Denise Richards — átadták a Legjobb csapatvideó díjat
- Tom Green — a Közönségdíj szavazási eljárását bemutató bejátszásban szerepelt
- Wyclef Jean és Charlotte Church — átadták a Legjobb új előadó díjat
- David Bowie — bejelentette Lauryn Hillt
- Will Smith — bejelentette Afeni Shakurt és Voletta Wallace-t és átadta velük a Legjobb rap videó díjat
- Carson Daly és Pamela Anderson — bemutatta a szavazási eljárást és bejelentette a Backstreet Boys-t
- Gavin Rossdale és Susan Sarandon — átadták a Legjobb női videó díjat
- Christina Aguilera és Tommy Lee — átadták a Legjobb rock videó díjat
- Janeane Garofalo és Method Man — átadták a Legnagyobb áttörés díjat
- Mark McGrath és Jennifer Lopez — átadták a Legjobb filmből összevágott videó díjat
- Johnny Depp — bejelentette a Nine Inch Nails-t
- Limp Bizkit (Fred Durst és Wes Borland) és Heather Locklear — átadták a Legjobb pop videó díjat
- Prince — bejelentette a TLC-t
- Mira Sorvino és Freddie Prinze Jr. — átadták a Legjobb férfi videó díjat
- Regis Philbin — bejelentette Fatboy Slim-et, Richard Koufey-t és a Torrance Community Dance Group-ot
- Renée Zellweger és Jay Mohr — bejelentették a Nemzetközi közönségdíj győzteseit
- Stone Cold Steve Austin — bejelentette Jay-Z-t
- Buddy Hackett, Heather Donahue, Joshua Leonard és Michael C. Williams — átadták a Legjobb rendezés díjat
- Mary J. Blige és Lil' Kim — bejelentették Diana Ross-t és átadták vele a Legjobb hiphopvideó díjat
- Rebecca Romijn-Stamos, Heidi Klum és Tim Robbins — átadták a Közönségdíjat
- Lars Ulrich — bejelentette Eminemet
- Madonna és Paul McCartney — átadták az Év videója díjat